# 大石康
大石 康（おおいし やすし）は、東京都出身の、日本の柔道家。
鹿児島県立出水高等学校、中部柔整専門学校卒業。

## 経歴
東京で生まれるが、10歳の時に鹿児島県出水市へ移り、そこで柔道を始めた。高校を卒業後に富士製鉄（現・日本製鉄）へ入社した。1964年の東京オリンピック柔道競技の無差別に同僚の神永昭夫が出場したが、決勝でオランダのアントン・ヘーシンクに敗れた際には「泣けて仕方がなかった」という。引退を決意した神永に「小さな時から基礎をしっかり鍛えなければ、日本は体格のいい外国勢に勝てなくなる」と言われたことをきっかけに、少年柔道の指導に取り組む決意をした。32歳の時には愛知県大府市に接骨院を開業するとともに、「基礎の徹底」と「柔道を長く続けたい気持ちにさせる」という指導方針を掲げて大石道場を設立した。
今までに道場からはバルセロナオリンピック78kg級金メダリストの吉田秀彦、アテネオリンピック及び北京オリンピック63kg級金メダリストの谷本歩実、ロンドンオリンピック81kg級5位の中井貴裕、リオデジャネイロオリンピック48kg級銅メダリストの近藤亜美などを輩出した。また、1992年のバルセロナオリンピックから2016年のリオデジャネイロオリンピックまで7大会連続で道場出身選手がオリンピック代表となっている。
なお、長女の大石愛子は1994年のアジア大会66kg級で金メダルを獲得した。長男の大石公平は道場と提携する大成中学校・高等学校柔道部監督、次女の大石いづみは大成高校女子柔道部監督を経て、龍谷大学で指導にあたっている。
2016年には大府市のスポーツ栄誉賞を受賞した。